# Stressed Out
Stressed Out – czwarty singiel amerykańskiego duetu muzycznego Twenty One Pilots z albumu Blurryface (2015), wydany 10 listopada 2015 roku przez Fueled by Ramen. Piosenka została napisana przez Tylera Josepha.
Singiel w Polsce osiągnął status podwójnej diamentowej płyty.

## O utworze
Utwór jest utrzymany w koncepcji muzyki pop rocka i rocka alternatywnego (szczególnie pod względem instrumentów użytych w nagraniu) z elementami hip-hopu (dotyczy to wokali) i rocka elektronicznego. Piosenka skupia się na nostalgii z dzieciństwa, stresie dorosłości i stosunkach rodzinnych. Wers "My name's Blurryface, and I care what you think" jest słyszalny w pre-chorus. Nawiązuje on do obrotu, jaki duet zrobił dla albumu.
Wokale w piosence występują w rozpiętości od E3 do A4.

## Teledysk
27 kwietnia 2015 roku w serwisie YouTube został udostępniony teledysk do utworu w reżyserii Marka C. Eshleman z Reel Bear Media. W teledysku duet jeździ wielko-kołowymi trójkołowcami do innych domów, aby grać tam piosenkę. Większość zdjęć została nakręcona w domu dzieciństwa Josha Duna w Ohio. W filmie pojawia się wielu członków rodziny Duna i Tylera Josepha.
"Stressed Out" został nominowany w kategorii Najlepszy Teledysk podczas 2016 Alternative Press Music Awards. 1 stycznia 2019 roku film miał ponad 1,9 mld odtworzeń i ponad 12 mln polubień, pojawił się również na liście najbardziej lubianych filmów na YouTube, lecz nie znalazł się na liście najczęściej oglądanych filmów.

## Lista utworów

### Digital download
- Stressed Out – 3:22

### CD single
- Stressed Out – 3:22
- Stressed Out (Dave Winnel Remix) – 4:23

## Twórcy utworu

### Twenty One Pilots
- Tyler Joseph – wokal, pianino, syntezatory, gitara basowa, programowanie
- Josh Dun – perkusja, instrumenty perkusyjne

### Pozostali twórcy
- Mike Elizondo – kontrabas, syntezatory